# Pièces de monnaie grecques
Les pièces de monnaie grecques sont une des représentations physiques, avec les billets de banque, de la monnaie de la Grèce.

## L'unité monétaire grecque
La drachme (GRD)  était l’ancienne devise de la Grèce moderne, entre 1832 et le 31 décembre 2000, date laquelle elle fut remplacée par l'euro.
La drachme était divisée en 100 lepta

### Orthographegrecquede la monnaie
- drachme :  ἑλληνικὴ δραχμή romanisé ellinikí drakhmí, pl. δραχμές romanisé drakhmés, ou jusqu’en 1980 δραχμαί romanisé drakhmé

- lepto : λεπτό romanisé leptó, pl. λεπτά romanisé leptá

## Les pièces de monnaie de Grèce

### La série du roi PaulIer(1947-1964)
Paul Ier devient roi des Hellènes en 1947 après 
- le régime autoritaire du général Ioánnis Metaxás de 1936 à 1941,
- l'invasion et l'occupation du pays par les forces allemandes de 1941 à 1944,
- la régence de Monseigneur Damaskinos de 1944 à 1946
- le bref retour sur le trône de son frère aîné le roi Georges II de 1946 à 1947

Il faut cependant attendre 1954 pour voir apparaître la nouvelle série de pièces de monnaie grecques, les précédentes datant de la période républicaine des années 1930.
Les nouvelles pièces grecques portent les attributs de la royauté :
- la mention ΒΑΣΙΛΕΙΟΝ ΤΗΣ ΕΛΛΑΔΟΣ (Royaume de Grèce).
- une couronne royale sur l'avers des pièces de 5, 10 et 20 lepta,
- le buste du roi Paul Ier sur l'avers des pièces de 50 lepta, 1, 2, 5, 10 et 20 drachmes,
- les armoiries royales grecques[3] sur le revers des pièces de 50 lepta, 1, 2, 5 et 10 drachmes.

| Valeur      | Paramètres techniques | Paramètres techniques | Paramètres techniques          | Description             | Description                                                                       | Description                                                                              | Description       | Millésimes     |
| Valeur      | Diamètre              | Poids                 | Composition                    | Bord                    | Avers                                                                             | Revers                                                                                   | Artiste           | Millésimes     |
| ----------- | --------------------- | --------------------- | ------------------------------ | ----------------------- | --------------------------------------------------------------------------------- | ---------------------------------------------------------------------------------------- | ----------------- | -------------- |
| 5 lepta     | 20 mm                 | 0,90 g                | Aluminium                      | lisse avec trou central | la mention ΒΑΣΙΛΕΙΟΝ ΤΗΣ ΕΛΛΑΔΟΣ, une couronne et le millésime                    | la valeur faciale 5 ΛΕΠΤΑ et deux épis de blé                                            | Vassilis Falireas | de 1954 à 1965 |
| 10 lepta    | 22 mm                 | 1,00 g                | Aluminium                      | lisse avec trou central | la mention ΒΑΣΙΛΕΙΟΝ ΤΗΣ ΕΛΛΑΔΟΣ, une couronne et le millésime                    | la valeur faciale 10 ΛΕΠΤΑ et deux grappes de raisin                                     | Vassilis Falireas | de 1954 à 1965 |
| 20 lepta    | 24 mm                 | 1,20 g                | Aluminium                      | lisse avec trou central | la mention ΒΑΣΙΛΕΙΟΝ ΤΗΣ ΕΛΛΑΔΟΣ, une couronne et le millésime                    | la valeur faciale 20 ΛΕΠΤΑ et une branche d'olivier                                      | Vassilis Falireas | de 1954 à 1965 |
| 50 lepta    | 18 mm                 | 2,30 g                | cupronickel (75 % Cu, 25 % Ni) | cannelé                 | Buste du roi Paul Ier avec la mention ΠΑYΛOΣ ΒΑΣΙΛΕΥΣ ΤΩΝ ΕΛΛΗΝΩΝ et le millésime | les armoiries grecques, la mention ΒΑΣΙΛΕΙΟΝ ΤΗΣ ΕΛΛΑΔΟΣ et la valeur faciale 50 ΛΕΠΤΑ   | Vassilis Falireas | de 1954 à 1965 |
| 1 drachme   | 21 mm                 | 4,00 g                | cupronickel (75 % Cu, 25 % Ni) | cannelé                 | Buste du roi Paul Ier avec la mention ΠΑYΛOΣ ΒΑΣΙΛΕΥΣ ΤΩΝ ΕΛΛΗΝΩΝ et le millésime | les armoiries grecques, la mention ΒΑΣΙΛΕΙΟΝ ΤΗΣ ΕΛΛΑΔΟΣ et la valeur faciale 1 ΔΡΑΧΜH   | Vassilis Falireas | de 1954 à 1965 |
| 2 drachmes  | 24 mm                 | 6,00 g                | cupronickel (75 % Cu, 25 % Ni) | cannelé                 | Buste du roi Paul Ier avec la mention ΠΑYΛOΣ ΒΑΣΙΛΕΥΣ ΤΩΝ ΕΛΛΗΝΩΝ et le millésime | les armoiries grecques, la mention ΒΑΣΙΛΕΙΟΝ ΤΗΣ ΕΛΛΑΔΟΣ et la valeur faciale 2 ΔΡΑΧΜΑΙ  | Vassilis Falireas | de 1954 à 1965 |
| 5 drachmes  | 28 mm                 | 9,05 g                | cupronickel (75 % Cu, 25 % Ni) | cannelé                 | Buste du roi Paul Ier avec la mention ΠΑYΛOΣ ΒΑΣΙΛΕΥΣ ΤΩΝ ΕΛΛΗΝΩΝ et le millésime | les armoiries grecques, la mention ΒΑΣΙΛΕΙΟΝ ΤΗΣ ΕΛΛΑΔΟΣ et la valeur faciale 5 ΔΡΑΧΜΑΙ  | Vassilis Falireas | de 1954 à 1965 |
| 10 drachmes | 30 mm                 | 10,10 g               | cupronickel (75 % Cu, 25 % Ni) | cannelé                 | Buste du roi Paul Ier avec la mention ΠΑYΛOΣ ΒΑΣΙΛΕΥΣ ΤΩΝ ΕΛΛΗΝΩΝ et le millésime | les armoiries grecques, la mention ΒΑΣΙΛΕΙΟΝ ΤΗΣ ΕΛΛΑΔΟΣ et la valeur faciale 10 ΔΡΑΧΜΑΙ | Vassilis Falireas | de 1959 à 1965 |
| 20 drachmes |                       |                       | Argent 835                     |                         | Buste du roi Paul Ier avec la mention ΠΑYΛOΣ ΒΑΣΙΛΕΥΣ ΤΩΝ ΕΛΛΗΝΩΝ et le millésime | Thétis, (nymphe marine), la valeur faciale 20 ΔΡX                                        |                   | de 1960 à 1965 |

### La première série (1966-1970) de ConstantinII(1964-1973)
Constantin II devient roi des Hellènes en 1964. Il succède à son père Paul Ier. 
La première série du nouveau roi est dans la continuité de celle de l'ancien roi : 
- des pièces de 5, 10 et 20 lepta strictement identiques à celles de Paul Ier.
- la mention ΒΑΣΙΛΕΙΟΝ ΤΗΣ ΕΛΛΑΔΟΣ (Royaume de Grèce), sur toutes les pièces.
- le buste du roi Constantin II sur l'avers des pièces de 50 lepta, 1, 2, 5 et 10 drachmes.
- les armoireries royales grecques sur le revers des pièces de 50 lepta, 1, 2, 5 et 10 drachmes.

| Valeur      | Paramètres techniques | Paramètres techniques | Paramètres techniques          | Description             | Description                                                                                  | Description                                                                                      | Description       | Millésimes     |
| Valeur      | Diamètre              | Poids                 | Composition                    | Bord                    | Avers                                                                                        | Revers                                                                                           | Artiste           | Millésimes     |
| ----------- | --------------------- | --------------------- | ------------------------------ | ----------------------- | -------------------------------------------------------------------------------------------- | ------------------------------------------------------------------------------------------------ | ----------------- | -------------- |
| 5 lepta     | 20 mm                 | 0,90 g                | Aluminium                      | lisse avec trou central | la mention ΒΑΣΙΛΕΙΟΝ ΤΗΣ ΕΛΛΑΔΟΣ, une couronne et le millésime                               | la valeur faciale 5 ΛΕΠΤΑ et deux épis de blé                                                    | Vassilis Falireas | de 1965 à 1971 |
| 10 lepta    | 22 mm                 | 1,00 g                | Aluminium                      | lisse avec trou central | la mention ΒΑΣΙΛΕΙΟΝ ΤΗΣ ΕΛΛΑΔΟΣ, une couronne et le millésime                               | la valeur faciale 10 ΛΕΠΤΑ et deux grappes de raisin                                             | Vassilis Falireas | de 1965 à 1971 |
| 20 lepta    | 24 mm                 | 1,20 g                | Aluminium                      | lisse avec trou central | la mention ΒΑΣΙΛΕΙΟΝ ΤΗΣ ΕΛΛΑΔΟΣ, une couronne et le millésime                               | la valeur faciale 20 ΛΕΠΤΑ et une branche d'olivier                                              | Vassilis Falireas | de 1965 à 1971 |
| 50 lepta    | 18 mm                 | 2,30 g                | cupronickel (75 % Cu, 25 % Ni) | cannelé                 | Buste du roi Constantin II avec la mention ΚΩΝΣΤΑΝΤΙΝΟΣ ΒΑΣΙΛΕΥΣ ΤΩΝ ΕΛΛΗΝΩΝ et le millésime | les armoiries royales grecques, la mention ΒΑΣΙΛΕΙΟΝ ΤΗΣ ΕΛΛΑΔΟΣ et la valeur faciale 50 ΛΕΠΤΑ   | Vassilis Falireas | de 1966 à 1970 |
| 1 drachme   | 21 mm                 | 4,00 g                | cupronickel (75 % Cu, 25 % Ni) | cannelé                 | Buste du roi Constantin II avec la mention ΚΩΝΣΤΑΝΤΙΝΟΣ ΒΑΣΙΛΕΥΣ ΤΩΝ ΕΛΛΗΝΩΝ et le millésime | les armoiries royales grecques, la mention ΒΑΣΙΛΕΙΟΝ ΤΗΣ ΕΛΛΑΔΟΣ et la valeur faciale 1 ΔΡΑΧΜH   | Vassilis Falireas | de 1966 à 1970 |
| 2 drachmes  | 24 mm                 | 6,00 g                | cupronickel (75 % Cu, 25 % Ni) | cannelé                 | Buste du roi Constantin II avec la mention ΚΩΝΣΤΑΝΤΙΝΟΣ ΒΑΣΙΛΕΥΣ ΤΩΝ ΕΛΛΗΝΩΝ et le millésime | les armoiries royales grecques, la mention ΒΑΣΙΛΕΙΟΝ ΤΗΣ ΕΛΛΑΔΟΣ et la valeur faciale 2 ΔΡΑΧΜΑΙ  | Vassilis Falireas | de 1966 à 1970 |
| 5 drachmes  | 28 mm                 | 9,05 g                | cupronickel (75 % Cu, 25 % Ni) | cannelé                 | Buste du roi Constantin II avec la mention ΚΩΝΣΤΑΝΤΙΝΟΣ ΒΑΣΙΛΕΥΣ ΤΩΝ ΕΛΛΗΝΩΝ et le millésime | les armoiries royales grecques, la mention ΒΑΣΙΛΕΙΟΝ ΤΗΣ ΕΛΛΑΔΟΣ et la valeur faciale 5 ΔΡΑΧΜΑΙ  | Vassilis Falireas | de 1966 à 1970 |
| 10 drachmes | 30 mm                 | 10,10 g               | cupronickel (75 % Cu, 25 % Ni) | cannelé                 | Buste du roi Constantin II avec la mention ΚΩΝΣΤΑΝΤΙΝΟΣ ΒΑΣΙΛΕΥΣ ΤΩΝ ΕΛΛΗΝΩΝ et le millésime | les armoiries royales grecques, la mention ΒΑΣΙΛΕΙΟΝ ΤΗΣ ΕΛΛΑΔΟΣ et la valeur faciale 10 ΔΡΑΧΜΑΙ | Vassilis Falireas | de 1968        |

### La seconde série (1971-1973) de ConstantinII(1964-1973) sous ladictature des colonels
En 1967, un coup d'État militaire instaure la Dictature des colonels. Le roi Constantin II se réfugie en Italie. Malgré l'exil du souverain, la monarchie est conservée. 
Dans une première étape (1967-1970), les pièces de la série précédente continuent à être frappées. 
Ensuite, au début des années 1970, une seconde série à l'effigie du souverain Constantin II est émise, avec toujours :
- la mention ΒΑΣΙΛΕΙΟΝ ΤΗΣ ΕΛΛΑΔΟΣ (Royaume de Grèce) sur toutes les pièces.
- le buste du roi Constantin II sur l'avers des pièces de 50 lepta, 1, 2, 5 et 10 drachmes.

Une partie des symboles royaux disparaît cependant :
- la couronne royale et les armoiries royales de la Grèce sont remplacées par le symbole du nouveau pouvoir : un soldat debout devant un phoenix flamboyant, avec L'inscription 21 ΑΠΡΙΛΙΟΥ 1967 (21 avril 1967).

La pièce de 5 lepta disparaît de la série des lepta.
| Valeur      | Paramètres techniques | Paramètres techniques | Paramètres techniques          | Description | Description | Description | Description                           | Millésimes      |
| Valeur      | Diamètre              | Poids                 | Composition                    | Bord        | Avers | Revers | Artiste                               | Millésimes      |
| ----------- | --------------------- | --------------------- | ------------------------------ | ----------- | --- | --- | ------------------------------------- | --------------- |
| 10 lepta    | 20 mm                 | 1,10 g                | Aluminium                      | lisse       | Un soldat devant le phoénix entourés de l'inscription ΒΑΣΙΛΕΙΟΝ ΤΗΣ ΕΛΛΑΔΟΣ avec la mention 21 ΑΠΡΙΛΙΟΥ 1967 et le millésime | Deux dauphins, un trident et la valeur faciale ΛΕΠΤΑ 10 ΛΕΠΤΑ                                                                                              | Vassilis Falireas et Nikos Perantinos | 1973            |
| 20 lepta    | 22 mm                 | 1,30 g                | Aluminium                      | lisse       | Un soldat devant le phoénix entourés de l'inscription ΒΑΣΙΛΕΙΟΝ ΤΗΣ ΕΛΛΑΔΟΣ avec la mention 21 ΑΠΡΙΛΙΟΥ 1967 et le millésime | la valeur faciale 20 ΛΕΠΤΑ et une branche d'olivier | Vassilis Falireas et Nikos Perantinos | 1973            |
| 50 lepta    | 18 mm                 | 2,30 g                | cupronickel (75 % Cu, 25 % Ni) | cannelé     | Buste du roi Constantin II avec la mention ΚΩΝΣΤΑΝΤΙΝΟΣ ΒΑΣΙΛΕΥΣ ΤΩΝ ΕΛΛΗΝΩΝ                                                 | Un soldat devant le phoénix entourés de l'inscription ΒΑΣΙΛΕΙΟΝ ΤΗΣ ΕΛΛΑΔΟΣ avec la mention 21 ΑΠΡΙΛΙΟΥ 1967, la valeur faciale 50 ΛΕΠΤΑ et le millésime   | Vassilis Falireas et Nikos Perantinos | de 1971 et 1973 |
| 1 drachme   | 21 mm                 | 4,00 g                | cupronickel (75 % Cu, 25 % Ni) | cannelé     | Buste du roi Constantin II avec la mention ΚΩΝΣΤΑΝΤΙΝΟΣ ΒΑΣΙΛΕΥΣ ΤΩΝ ΕΛΛΗΝΩΝ                                                 | Un soldat devant le phoénix entourés de l'inscription ΒΑΣΙΛΕΙΟΝ ΤΗΣ ΕΛΛΑΔΟΣ avec la mention 21 ΑΠΡΙΛΙΟΥ 1967, la valeur faciale 1 ΔΡΑΧΜH et le millésime   | Vassilis Falireas et Nikos Perantinos | de 1971 et 1973 |
| 2 drachmes  | 24 mm                 | 6,10 g                | cupronickel (75 % Cu, 25 % Ni) | cannelé     | Buste du roi Constantin II avec la mention ΚΩΝΣΤΑΝΤΙΝΟΣ ΒΑΣΙΛΕΥΣ ΤΩΝ ΕΛΛΗΝΩΝ                                                 | Un soldat devant le phoénix entourés de l'inscription ΒΑΣΙΛΕΙΟΝ ΤΗΣ ΕΛΛΑΔΟΣ avec la mention 21 ΑΠΡΙΛΙΟΥ 1967, la valeur faciale 2 ΔΡΑΧΜΑΙ et le millésime  | Vassilis Falireas et Nikos Perantinos | de 1971 et 1973 |
| 5 drachmes  | 28 mm                 | 8,90 g                | cupronickel (75 % Cu, 25 % Ni) | cannelé     | Buste du roi Constantin II avec la mention ΚΩΝΣΤΑΝΤΙΝΟΣ ΒΑΣΙΛΕΥΣ ΤΩΝ ΕΛΛΗΝΩΝ                                                 | Un soldat devant le phoénix entourés de l'inscription ΒΑΣΙΛΕΙΟΝ ΤΗΣ ΕΛΛΑΔΟΣ avec la mention 21 ΑΠΡΙΛΙΟΥ 1967, la valeur faciale 5 ΔΡΑΧΜΑΙ et le millésime  | Vassilis Falireas et Nikos Perantinos | de 1971 et 1973 |
| 10 drachmes | 30 mm                 | 10,05 g               | cupronickel (75 % Cu, 25 % Ni) | cannelé     | Buste du roi Constantin II avec la mention ΚΩΝΣΤΑΝΤΙΝΟΣ ΒΑΣΙΛΕΥΣ ΤΩΝ ΕΛΛΗΝΩΝ                                                 | Un soldat devant le phoénix entourés de l'inscription ΒΑΣΙΛΕΙΟΝ ΤΗΣ ΕΛΛΑΔΟΣ avec la mention 21 ΑΠΡΙΛΙΟΥ 1967, la valeur faciale 10 ΔΡΑΧΜΑΙ et le millésime | Vassilis Falireas et Nikos Perantinos | de 1971 et 1973 |

### La première série de la république (1973-1974), sous la dictature des colonels
En 1973, Gheórghios Papadópoulos dépose officiellement le roi Constantin II de Grèce. Une république parlementaire présidentielle est instaurée et  Papadópoulos, seul candidat, est élu président de la République pour huit ans.
Tous les symboles royaux disparaissent dans cette nouvelle série de pièces, au profit de personnages ou de symboles mythologiques, avec :
- la mention ΕΛΛΗΝΙΚΗ ΔΗΜΟΚΡΑΤΙΑ (République hellénique) sur toutes les pièces.
- les armoireries de la junte des colonels : le phénix flamboyant sur toutes les pièces.

| Valeur      | Paramètres techniques | Paramètres techniques | Paramètres techniques    | Description | Description                                                             | Description                                                                | Description                   | Millésimes |
| Valeur      | Diamètre              | Poids                 | Composition              | Bord        | Avers                                                                   | Revers                                                                     | Artiste                       | Millésimes |
| ----------- | --------------------- | --------------------- | ------------------------ | ----------- | ----------------------------------------------------------------------- | -------------------------------------------------------------------------- | ----------------------------- | ---------- |
| 10 lepta    | 20 mm                 | 1,10 g                | Aluminium                | lisse       | Le phénix entourés de l'inscription ΕΛΛΗΝΙΚΗ ΔΗΜΟΚΡΑΤΙΑ et le millésime | Deux dauphins, un trident et la valeur faciale ΛΕΠΤΑ 10 ΛΕΠΤΑ              | I. Stinis et Nikos Perantinos | 1973       |
| 20 lepta    | 22 mm                 | 1,30 g                | Aluminium                | lisse       | Le phénix entourés de l'inscription ΕΛΛΗΝΙΚΗ ΔΗΜΟΚΡΑΤΙΑ et le millésime | la valeur faciale 20 ΛΕΠΤΑ et une branche d'olivier                        | I. Stinis et Nikos Perantinos | 1973       |
| 50 lepta    | 18 mm                 | 2,30 g                | Cu 79 %, Zn 20 %, Ni 1 % | cannelé     | Le phénix entourés de l'inscription ΕΛΛΗΝΙΚΗ ΔΗΜΟΚΡΑΤΙΑ et le millésime | la valeur faciale 50 ΛΕΠΤΑ sous un motif abstrait                          | I. Stinis et Nikos Perantinos | 1973       |
| 1 drachme   | 21 mm                 | 4,00 g                | Cu 79 %, Zn 20 %, Ni 1 % | cannelé     | Le phénix entourés de l'inscription ΕΛΛΗΝΙΚΗ ΔΗΜΟΚΡΑΤΙΑ et le millésime | la valeur faciale 1 ΔΡΑΧΜH sous une chouette, symbole de la déesse Athéna  | I. Stinis et Nikos Perantinos | 1973       |
| 2 drachmes  | 24 mm                 | 6,10 g                | Cu 79 %, Zn 20 %, Ni 1 % | cannelé     | Le phénix entourés de l'inscription ΕΛΛΗΝΙΚΗ ΔΗΜΟΚΡΑΤΙΑ et le millésime | la valeur faciale 2 ΔΡΑΧΜΑΙ sous une chouette, symbole de la déesse Athéna | I. Stinis et Nikos Perantinos | 1973       |
| 5 drachmes  | 25 mm                 | 9,10 g                | Cu 75 % Ni 25 %          | cannelé     | Le phénix entourés de l'inscription ΕΛΛΗΝΙΚΗ ΔΗΜΟΚΡΑΤΙΑ et le millésime | la valeur faciale 5 ΔΡΑΧΜΑΙ sous Pégase, un cheval ailé                    | I. Stinis et Nikos Perantinos | 1973       |
| 10 drachmes | 27 mm                 | 10,05 g               | Cu 75 % Ni 25 %          | cannelé     | Le phénix entourés de l'inscription ΕΛΛΗΝΙΚΗ ΔΗΜΟΚΡΑΤΙΑ et le millésime | la valeur faciale 10 ΔΡΑΧΜΑΙ sous Pégase, un cheval ailé                   | I. Stinis et Nikos Perantinos | 1973       |
| 20 drachmes | 29 mm                 | 11,00 g               | Cu 92 %, Al 6 %, Ni 2 %  | lisse       | Le phénix entourés de l'inscription ΕΛΛΗΝΙΚΗ ΔΗΜΟΚΡΑΤΙΑ et le millésime | la valeur faciale 20 ΔΡΧ à côté d'un buste de la déesse Athéna             | I. Stinis et Nikos Perantinos | 1973       |

### La deuxième série (1975-1982) de la république parlementaire grecque
Le régime des colonels tombe à la suite de la crise chypriote. En 1975, la Grèce devient une république parlementaire avec une nouvelle constitution. 
Une nouvelle série de pièces est frappée sur des thèmes historiques et mythologiques :
- l'inscription ΕΛΛΗΝΙΚΗ ΔΗΜΟΚΡΑΤΙΑ (République hellénique) sur toutes les pièces

| Valeur      | Paramètres techniques | Paramètres techniques | Paramètres techniques       | Description | Description | Description                                                                                              | Description                          | millésimes |
| Valeur      | Diamètre              | Poids                 | Composition                 | Bord        | Avers | Revers                                                                                                   | Graveur                              | millésimes |
| ----------- | --------------------- | --------------------- | --------------------------- | ----------- | --- | --- | ------------------------------------ | ---------- |
| 10 lepta    | 20,0 mm               | 1,10 g                | Aluminium                   | lisse       | Les armories de la Grèce entourées de deux branches d'olivier, avec la mention ΕΛΛΗΝΙΚΗ ΔΗΜΟΚΡΑΤΙΑ et le millésime | Un taureau avec la valeur faciale 10 ΛΕΠΤΑ                                                               | L. Orphanos                          | 1976-1978  |
| 20 lepta    | 22,0 mm               | 1,30 g                | Aluminium                   | lisse       | Les armories de la Grèce entourées de deux branches d'olivier, avec la mention ΕΛΛΗΝΙΚΗ ΔΗΜΟΚΡΑΤΙΑ et le millésime | Un étalon avec la valeur faciale 20 ΛΕΠΤΑ                                                                | L. Orphanos                          | 1976       |
| 50 lepta    | 18,00 mm              | 2,50 g                | Cu 79 % - Zn 20 % - Ni 01 % | lisse       | Le buste de Markos Botsaris avec son nom ΜΑΡΚΟΣ ΜΠΟΤΣΑΡΗΣ                                                          | La valeur faciale 50 ΛΕΠΤΑ avec l'inscription ΕΛΛΗΝΙΚΗ ΔΗΜΟΚΡΑΤΙΑ et le millésime                        | Nikos Perantinos                     | 1976-1984  |
| 1 drachme   | 21,00 mm              | 4,10 g                | Cu 79 % - Zn 20 % - Ni 01 % | cannelée    | Le buste de Konstantínos Kanáris avec son nom ΚΩΝΣΤΑΝΤΙΝΟΣ ΚΑΝΑΡΗΣ                                                 | En fond, une corvette, la valeur faciale 1 ΔΡΑΧΜΗ avec l'inscription ΕΛΛΗΝΙΚΗ ΔΗΜΟΚΡΑΤΙΑ et le millésime | Nikos Perantinos                     | 1976-1986  |
| 2 drachmes  | 24,00 mm              | 6,10 g                | Cu 79 % - Zn 20 % - Ni 01 % | cannelée    | Le buste de Georgios Karaiskakis avec son nom ΓΕΩΡΓΙΟΣ ΚΑΡΑΙΣΚΑΚΗΣ                                                 | Deux fusils croisés, la valeur faciale 2 ΔΡΑΧΜΑΙ avec l'inscription ΕΛΛΗΝΙΚΗ ΔΗΜΟΚΡΑΤΙΑ et le millésime  | Nikos Perantinos                     | 1976-1982  |
| 5 drachmes  | 22,5 mm               | 5,50 g                | 75 % Cu 25 % Ni             | lisse       | Le buste d'Aristote avec son nom ΑΡΙΣΤΟΤΕΛΗΣ                                                                       | la valeur faciale 5 ΔΡΑΧΜΑΙ, la mention ΕΛΛΗΝΙΚΗ ΔΗΜΟΚΡΑΤΙΑ et le millésime                              | Theodoros Papagiannis                | 1976-1980  |
| 10 drachmes | 26,0 mm               | 7,50 g                | 75 % Cu 25 % Ni             | lisse       | Le buste de Démocrite avec son nom ΔΗΜΟΚΡΙΤΟΣ                                                                      | la valeur faciale 10 ΔΡΑΧΜΑΙ, le symbole de l'atome, la mention ΕΛΛΗΝΙΚΗ ΔΗΜΟΚΡΑΤΙΑ et le millésime      | Theodoros Papagiannis et L. Orphanos | 1976-1980  |
| 20 drachmes | 29,0 mm               | 11,15 g               | 92 % Cu 6 % Al 2 % Ni       | cannelée    | Le buste de Péricles avec son nom ΠΕΡΙΚΛΗΣ                                                                         | Le fronton du Parthénon, la valeur faciale 20 ΔΡΑΧΜAI, la mention ΕΛΛΗΝΙΚΗ ΔΗΜΟΚΡΑΤΙΑ et le millésime    | Theodoros Papagiannis et L. Orphanos | 1976-1980  |
| 50 drachmes | 31,0 mm               | 12,00 g               | 75 % Cu 25 % Ni             | lisse       | Le buste de Solon avec son nom ΣΟΛΩΝ                                                                               | des vagues, la valeur faciale 50 ΔΡΑΧΜAI, la mention ΕΛΛΗΝΙΚΗ ΔΗΜΟΚΡΑΤΙΑ et le millésime                 | V. Sampatakos                        | 1980       |

En 1982, les pièces dont la valeur est en drachmes subissent une légère modification dans l'orthographe : ΔΡΑΧΜAI devient ΔΡΑΧΜΕΣ

### Pièces ayant cours lors du passage à l’euro
Avec la mention ΕΛΛΗΝΙΚΗ ΔΗΜΟΚΡΑΤΙΑ, (République grecque)
| série de pièces de la république parlementaire de Grèce (1976- ) | série de pièces de la république parlementaire de Grèce (1976- ) | série de pièces de la république parlementaire de Grèce (1976- ) | série de pièces de la république parlementaire de Grèce (1976- ) | série de pièces de la république parlementaire de Grèce (1976- ) | série de pièces de la république parlementaire de Grèce (1976- ) | série de pièces de la république parlementaire de Grèce (1976- )                                         | série de pièces de la république parlementaire de Grèce (1976- ) |
| Valeur                                                           | Paramètres techniques                                            | Paramètres techniques                                            | Paramètres techniques                                            | Description                                                      | Description                                                      | Description                                                                                              | Date de la première frappe                                       |
| Valeur                                                           | Diamètre                                                         | Poids                                                            | Composition                                                      | Bord                                                             | Avers                                                            | Revers                                                                                                   | Date de la première frappe                                       |
| ---------------------------------------------------------------- | ---------------------------------------------------------------- | ---------------------------------------------------------------- | ---------------------------------------------------------------- | ---------------------------------------------------------------- | ---------------------------------------------------------------- | --- | ---------------------------------------------------------------- |
| 50 lepta                                                         | 18,0 mm                                                          | 2,50 g                                                           | 79 % Cu 20 % Zn 01 % Ni                                          | lisse                                                            | Markos Botzaris                                                  | la valeur faciale 50 ΛΕΠΤΑ, la mention ΕΛΛΗΝΙΚΗ ΔΗΜΟΚΡΑΤΙΑ et le millésime                               | 1976                                                             |
| 1 drachme                                                        | 18,0 mm                                                          | 2,75 g                                                           | 99 % Cu 01 % P                                                   | lisse                                                            | Laskarina Bouboulina                                             | la valeur faciale 1 ΔΡΑΧΜH, une corvette modèle 1821, la mention ΕΛΛΗΝΙΚΗ ΔΗΜΟΚΡΑΤΙΑ et le millésime     | 1988                                                             |
| 2 drachmes                                                       | 21,00 mm                                                         | 3,50 g                                                           | 99 % Cu 01 % P                                                   | lisse                                                            | Manto Mavrogenous                                                | la valeur faciale 2 ΔΡΑΧΜEΣ, des symboles marins de 1821, la mention ΕΛΛΗΝΙΚΗ ΔΗΜΟΚΡΑΤΙΑ et le millésime | 1988                                                             |
| 5 drachmes                                                       | 22,5 mm                                                          | 5,50 g                                                           | 75 % Cu 25 % Ni                                                  | lisse                                                            | Aristote                                                         | la valeur faciale 5 ΔΡΑΧΜEΣ, la mention ΕΛΛΗΝΙΚΗ ΔΗΜΟΚΡΑΤΙΑ et le millésime                              | 1976                                                             |
| 10 drachmes                                                      | 26,0 mm                                                          | 7,50 g                                                           | 75 % Cu 25 % Ni                                                  | lisse                                                            | Démocrite                                                        | la valeur faciale 10 ΔΡΑΧΜEΣ, le symbole de l'atome, la mention ΕΛΛΗΝΙΚΗ ΔΗΜΟΚΡΑΤΙΑ et le millésime      | 1976                                                             |
| 20 drachmes                                                      | 24,5 mm                                                          | 7,00 g                                                           | 92 % Cu 6 % Al 2 % Ni                                            | cannelée                                                         | Dionýsios Solomós                                                | la valeur faciale 20 ΔΡΑΧΜEΣ, une branche d'olivier, la mention ΕΛΛΗΝΙΚΗ ΔΗΜΟΚΡΑΤΙΑ et le millésime      | 1986                                                             |
| 50 drachmes                                                      | 27,5 mm                                                          | 9,00 g                                                           | 92 % Cu 6 % Al 2 % Ni                                            | cannelée                                                         | Homère                                                           | la valeur faciale 50 ΔΡΑΧΜEΣ, un vaisseau de l'antiquité, la mention ΕΛΛΗΝΙΚΗ ΔΗΜΟΚΡΑΤΙΑ et le millésime | 1990                                                             |
| 100 drachmes                                                     | 29,50 mm                                                         | 10,00 g                                                          | 92 % Cu 6 % Al 2 % Ni                                            | cannelée                                                         | Alexandre le Grand                                               | la valeur faciale 100 ΔΡΑΧΜEΣ, un soleil, la mention ΕΛΛΗΝΙΚΗ ΔΗΜΟΚΡΑΤΙΑ et le millésime                 | 1986                                                             |

### Pièces commémoratives
- 50 drachmes
- 100 drachmes
- 500 drachmes